# Galaxias argenteus
Galaxias argenteus е вид лъчеперка от семейство Galaxiidae. Видът е световно застрашен, със статут Уязвим.

## Разпространение
Разпространен е в Нова Зеландия (Северен остров, Чатъм и Южен остров).